# Orvillers-Sorel
Orvillers-Sorel is een gemeente in het Franse departement Oise (regio Hauts-de-France) en telt 501 inwoners (2005). De plaats maakt deel uit van het arrondissement Compiègne.

## Geografie
De oppervlakte van Orvillers-Sorel bedraagt 8,4 km², de bevolkingsdichtheid is 59,6 inwoners per km².
De onderstaande kaart toont de ligging van Orvillers-Sorel met de belangrijkste infrastructuur en aangrenzende gemeenten.

## Demografie
Onderstaande figuur toont het verloop van het inwonertal (bron: INSEE-tellingen).